# Tert-Amylethylether
tert-Amylethylether ist ein aliphatischer Ether, der zum einen wegen seiner Verwendung als Zusatzstoff in Ottokraftstoffen sowie zum anderen als Lösungsmittel in der organischen Chemie eine gewisse technische Bedeutung erlangt hat. Der Ether wird durch säurekatalysierte Addition von Ethanol an 2-Methylbut-1-en bzw. 2-Methylbut-2-en (Isopenten) hergestellt.